# Czepełare
Czepełare (bułg. Чепеларе) – miasto w Bułgarii, w obwodzie Smolan, siedziba gminy Czepełare. 
Najwyżej położone miasto w Bułgarii, znajdujące się w centralnej części Rodopów. Średnia wysokość wynosi 1100 m n.p.m.
W Czepełare mieści się ośrodek narciarski Meczi czał (bułg. Мечи чал), w którym znajduje się jedna z najdłuższych (3250 m) tras narciarstwa alpejskiego oraz trasa do biathlonu.
W 2011 roku miasto liczyło 5381 mieszkańców, a w 2020 roku liczba ludności wyniosła 5262.